# 347940 Jorgezuluaga
347940 Jorgezuluaga este o planetă minoră (asteroid) din centura de asteroizi. A fost descoperită pe 30 martie 2003 la Observatorio Astronómico Nacional de Llano del Hato⁠(d) de Ignacio Ramón Ferrín Vázquez⁠(d). 
Obiectul prezintă o orbită caracterizată de o semiaxă mare de 3,0605360628122 UAi, o excentricitate de 0,28, o înclinație de 18,9 ° în raport cu ecliptica.